# Baltiska spelen
Baltiska spelen var en samling idrottstävlingar som hölls i samband med Baltiska utställningen i Malmö 1914. Flera idrotter var representerade. Baltiska spelen är ett av de största sportevenemang som någonsin arrangerats i Malmö. Efter OS i Stockholm 1912 hade intresset för sport ökat drastiskt i Sverige, inte minst på grund av svenska OS-framgångar. Detta var en bidragande orsak till att Baltiska spelen blev så stort i omfång. Från början var spelen indelade i 3 tävlingsperioder. 7-10 juni: Gymnastik, 28 juni-12 juli: Idrottstävlingar (gymnastiken ville skiljas åt från traditionell tävlingsidrott) och 6-9 augusti: Segling. Seglingen blev dock aldrig av på grund av första världskriget. 
Spelen var öppna för deltagare från dåvarande länder vid Östersjön: Danmark, Finland, Ryssland, Sverige och Tyskland. 
1964 firades femtioårsminnet av Baltiska utställningen med bland annat Baltiska minnesspelen som pågick under hela året med 42 arrangemang i 31 idrotter som till exempel EM i bordtennis. Totalt deltog 18 nationer i minnesspelen som drevs under andra former än 1914 och deltagande nationer var inte förbehållet länderna kring Östersjön.